# George Stulac
George Stulac, né le 22 mars 1934, à Toronto, en Ontario, est un ancien basketteur et décathlonien canadien. Il est le frère de Joseph Stulac.

## Biographie
George Stulac participe à trois olympiades : en 1956 et 1964 en tant que basketteur et en 1960, en tant qu'athlète. Il participe au décathlon, où il termine à la 22e place.

## Palmarès
Décathlon
- 3e des Jeux panaméricains de 1959